# Горст Дрезе
Горст Дрезе (нім. Horst Dröse, 23 листопада 1949) — німецький хокеїст на траві.
Олімпійський чемпіон 1972 року, учасник 1976 року.